# 弗里茨埃科格爾山

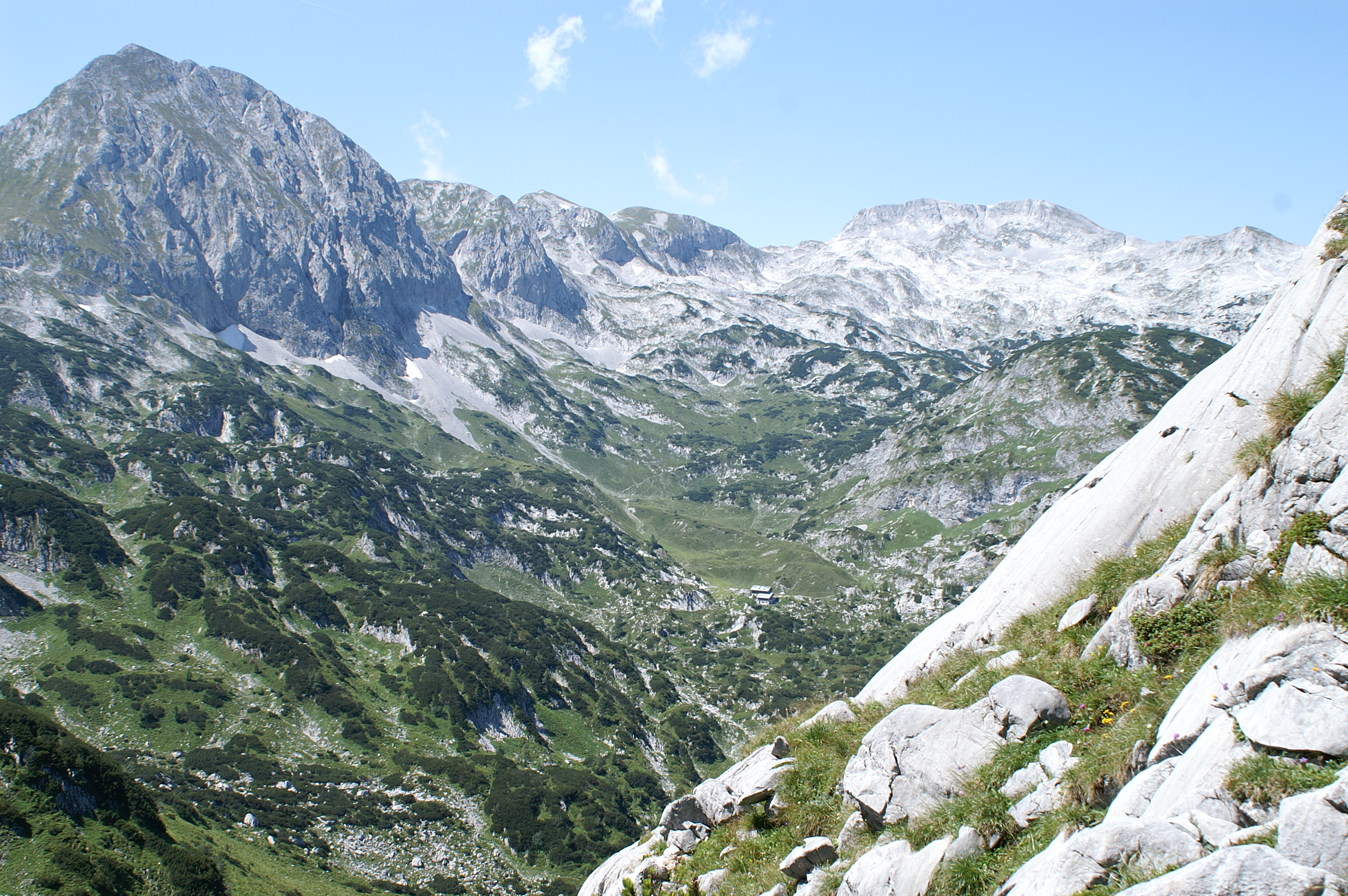

47°30′35″N 13°19′46″E / 47.50972°N 13.32944°E
弗里茨埃科格爾山（德語：Fritzerkogel），是奧地利的山峰，位於該國中部，由薩爾茨堡州負責管轄，屬於北石灰岩山脈中滕嫩山脈的一部分，距離布萊科格爾山2.3公里，海拔高度2,360米。